# Nikolaus Barward Mentze
Nikolaus Barward Mentze (* 1719 in Lübeck; † 6. Mai 1766 ebenda) war ein Lübecker Kaufmann und Ratsherr.

## Leben
Mentzes gleichnamiger Vater, ein Lübecker Kaufmann, starb 1724. Die Familie war ursprünglich in Braunschweig ansässig und Generationen vorher nach Lübeck gekommen. Mentze war zunächst im Geschäft des Hamburger Kaufmanns Johann Jakob Boutin tätig. Seit 1749 betrieb er in Lübeck eine „Sammet- und Seidenmanufaktur“ unter der Firma „Nicol. Barward Mentze & Comp.“ und wurde als Ältermann der Nowgorodfahrer 1763 aus deren Reihen in den Rat der Stadt gewählt.
Er war verheiratet mit Magdalena Margaretha geb. Rodde, Tochter des Lübecker Bürgermeisters Mattheus Rodde. Der spätere Lübecker Ratsherr Ludwig Mentze war ein Sohn der beiden. Johann Daniel Overbeck verfasste seine Leichenrede.

## Belege
1. ↑  Johann Rudolph Becker: Umständliche Geschichte der kaiserl. und des Heil. Römischen Reichs freyen Stadt Lübeck, Band III, Lübeck 1805, S. 260 ff. in der Google-Buchsuche (angebunden an Band 2).

| Personendaten    | Personendaten                  |
| ---------------- | ------------------------------ |
| NAME             | Mentze, Nikolaus Barward       |
| KURZBESCHREIBUNG | Lübecker Kaufmann und Ratsherr |
| GEBURTSDATUM     | 1719                           |
| GEBURTSORT       | Lübeck                         |
| STERBEDATUM      | 6. Mai 1766                    |
| STERBEORT        | Lübeck                         |